# Высокая Грива (Уваровичский сельсовет)
Высокая Грива (бел. Высокая Грыва) — посёлок в Уваровичском сельсовете Буда-Кошелёвского района Гомельской области Белоруссии.

## География

### Расположение
В 9 км на юго-восток от районного центра и железнодорожной станции Буда-Кошелёвская (на линии Жлобин — Гомель), 43 км от Гомеля. На западе и севере граничит с лесом. 

### Гидрография
На юге и востоке мелиоративные каналы

## Транспортная сеть
Транспортные связи по просёлочной, затем автомобильной дороге Буда-Кошелёво — Уваровичи.
Планировка состоит из прямолинейной улицы, ориентированной с юго-запада на северо-восток и застроенной деревянными домами усадебного типа.

## История
Основана в начале XX века переселенцами с соседних деревень. В 1929 году организован колхоз. В 1959 году в составе экспериментальной базы «Уваровичи» (центр — городской посёлок Уваровичи).

## Население

### Численность
- 2018 год — 20 жителей.

### Динамика
- 1926 год — 25 дворов, 143 жителя.
- 1959 год — 244 жителя (согласно переписи).
- 2004 год — 37 хозяйств, 57 жителей.